# 密克羅尼西亞雀鯛
密克羅尼西亞雀鯛（學名：Pomacentrus micronesicus），是輻鰭魚綱鱸形目雀鯛科雀鯛屬的其中一種，分布於西太平洋密克羅尼西亞及印尼海域，深度5至20公尺，體長可達14.1公分，棲息在珊瑚礁，以浮游生物為食，繁殖期時成對出現，雄魚會守護卵直到孵化，生活習性不明，可做為食用魚。